# Lolo Kecil
Lolo Kecil is een bestuurslaag in het regentschap Kerinci van de provincie Jambi, Indonesië. Lolo Kecil telt 1017 inwoners (volkstelling 2010).